# Civil War Monuments of Kentucky MPS
Unter Civil War Monuments of Kentucky sind 61 Denkmäler in Kentucky zusammengefasst, mit denen an Opfer des Sezessionskrieges erinnert wird und die am 17. Juli 1997 gemeinsam in das National Register of Historic Places eingetragen wurden.

„Geh’ und trage das Grau des Trauers!
Geh’ und schau über die Toten in grau!
Geh’ und schütze den Gefreiten und schütze den Anführer!
Und bewache ihre irdische Hüllen!“

Obwohl mehr Soldaten aus Kentucky der Unionsarmee angehörten als der Confederate States Army (im Verhältnis von etwa 75.000 zu 50.000), sind nur zwei der 61 Denkmäler Opfern des Sezessionskrieges auf Seiten der Union gewidmet. Das einzige Monument im öffentlichen Raum in Kentucky, das Soldaten der Union gedenkt, befindet sich auf dem Platz am Lewis County Courthouse in Vanceburg. Es ist das einzige solche Monument südlich der Mason-Dixon-Linie.
Monumente für konföderierte Soldaten wurden vor 1900 vor allem als Andenken an die Lost Cause erbaut, selten handelte es sich dabei um mehr als einfache Grabsteine. Nach 1900 waren es meist Denkmäler zur Verherrlichung der Konföderation. Das erste solche Denkmal war das 1869 errichtete Confederate Monument in Cynthiana. Spätere Denkmäler wurden sorgsamer ausgearbeitet. Keines dieser Denkmäler unterstützt die Sklaverei, sondern sie pochten auf die Rechte der Bundesstaaten innerhalb der Union.
Zwei bekannte Sezessionskrieg-Monumente in Kentucky stehen nicht auf dieser Liste, weil sie schon zuvor in das National Register eingetragen wurden und sich von den 61 gelisteten Einträgen deutlich unterscheiden. Diese beiden sind das Jefferson Davis Monument in Fairview und Abraham Lincoln’s Birthplace.
|    | County     | Name des Monuments                                 | Bild | Jahr | City oder Town | Lage                          | Anmerkung |
| -- | ---------- | -------------------------------------------------- | ---- | ---- | -------------- | ----------------------------- | --- |
| 1  | Anderson   | Confederate Monument in Lawrenceburg               |      | 1894 | Lawrenceburg   | 38° 2′ 6″ N, 84° 53′ 44″ W    | auf dem Rasen des Lawrenceburger Courthouses |
| 2  | Barren     | Confederate Monument in Glasgow                    |      | 1905 | Glasgow        | 36° 59′ 44″ N, 85° 54′ 45″ W  | auf dem Rasen vor dem Courthouse in Glasgow |
| 3  | Bath       | Confederate Monument in Owingsville                |      | 1907 | Owingsville    | 38° 8′ 32″ N, 83° 45′ 34″ W   | |
| 4  | Bourbon    | Bourbon County Confederate Monument                |      | 1887 | Paris          | 38° 12′ 10″ N, 84° 15′ 55″ W  | das Monument ist wie ein Kamin gestaltet |
| 5  | Boyle      | Confederate Monument in Danville                   |      | 1910 | Danville       | 37° 38′ 44″ N, 84° 46′ 42″ W  | |
| 6  | Boyle      | Confederate Monument in Perryville                 |      | 1902 | Perryville     | 37° 40′ 29″ N, 84° 58′ 17″ W  | auf dem Gelände des Perryville Battlefields SHS |
| 7  | Boyle      | Union Monument in Perryville                       |      | 1928 | Perryville     | 37° 40′ 30″ N, 84° 58′ 17″ W  | auf dem Gelände des Perryville Battlefields SHS |
| 8  | Boyle      | Unknown Confederate Dead Monument in Perryville    |      | 1928 | Perryville     | 37° 40′ 0″ N, 84° 58′ 0″ W    | liegt abseits der anderen Denkmäler in Perryville auf einem privaten Friedhof |
| 9  | Bracken    | Confederate Monument in Augusta                    |      | 1903 | Augusta        | 38° 46′ 9″ N, 84° 0′ 44″ W    | Grabmal von acht konföderierten Soldaten, die bei einem Angriff auf die Stadt gefallen sind |
| 10 | Butler     | Confederate-Union Veterans' Monument in Morgantown |      | 1907 | Morgantown     | 37° 13′ 31″ N, 86° 40′ 59″ W  | eines von zwei Kriegerdenkmälern in Kentucky, das den Opfern beider Seiten gewidmet ist |
| 11 | Caldwell   | Confederate Soldier Monument in Caldwell           |      | 1912 | Princeton      | 37° 6′ 30″ N, 87° 52′ 52″ W   | |
| 12 | Calloway   | Confederate Monument in Murray                     |      | 1917 | Murray         | 36° 36′ 0″ N, 88° 18′ 0″ W    | |
| 13 | Christian  | Confederate Memorial Fountain in Hopkinsville      |      | 1911 | Hopkinsville   | 36° 52′ 0″ N, 87° 29′ 17″ W   | Fontäne |
| 14 | Christian  | Latham Confederate Monument                        |      | 1887 | Hopkinsville   | 36° 52′ 31″ N, 87° 28′ 53″ W  | |
| 15 | Daviess    | Confederate Monument in Owensboro                  |      | 1900 | Owensboro      | 37° 45′ 0″ N, 87° 7′ 0″ W     | Skulptur des Bildhauers George Julian Zolnay |
| 16 | Daviess    | Thompson and Powell Martyrs Monument               |      | 1864 | St. Joseph     | 37° 41′ 43″ N, 87° 19′ 30″ W  | |
| 17 | Fayette    | Confederate Soldier Monument in Lexington          |      | 1893 | Lexington      | 38° 3′ 35″ N, 84° 30′ 34″ W   | |
| 18 | Fayette    | John C. Breckinridge Memorial                      |      | 1887 | Lexington      | 38° 2′ 53″ N, 84° 29′ 55,2″ W | |
| 19 | Fayette    | John Hunt Morgan Memorial                          |      | 1911 | Lexington      | 38° 2′ 51″ N, 84° 29′ 55″ W   | dem aus Lexington stammenden Konföderierten Soldaten John Hunt Morgan gewidmet |
| 20 | Fayette    | Ladies' Confederate Memorial                       |      | 1874 | Lexington      | 38° 3′ 34″ N, 84° 30′ 32″ W   | |
| 21 | Franklin   | Colored Soldiers Monument in Frankfort             |      | 1924 | Frankfort      | 38° 12′ 18″ N, 84° 50′ 18″ W  | |
| 22 | Franklin   | Confederate Monument in Frankfort                  |      | 1892 | Frankfort      | 38° 11′ 48″ N, 84° 52′ 5″ W   | |
| 23 | Fulton     | Confederate Memorial in Fulton                     |      | 1902 | Fulton         | 36° 30′ 0″ N, 88° 52′ 0″ W    | |
| 24 | Fulton     | Confederate Memorial Gateway in Hickman            |      | 1913 | Hickman        | 36° 34′ 0″ N, 89° 11′ 0″ W    | westlichstes Denkmal auf der Liste |
| 25 | Graves     | Camp Beauregard Memorial in Water Valley           |      | 1909 | Water Valley   | 36° 34′ 22″ N, 88° 47′ 36″ W  | Stätte eines Trainingslagers, wo viele konföderierte Soldaten an Krankheiten starben |
| 26 | Graves     | Confederate Memorial Gates in Mayfield             |      | 1924 | Mayfield       | 36° 45′ 2″ N, 88° 38′ 8″ W    | |
| 27 | Graves     | Confederate Memorial in Mayfield                   |      | 1920 | Mayfield       | 36° 44′ 33″ N, 88° 38′ 7″ W   | |
| 28 | Harrison   | Confederate Monument in Cynthiana                  |      | 1869 | Cynthiana      | 38° 23′ 41″ N, 84° 16′ 51″ W  | das erste Kriegerdenkmal zu Ehren konföderierter Soldaten in Kentucky und das zweite in den Vereinigten Staaten überhaupt |
| 29 | Hart       | Colonel Robert A. Smith Monument                   |      | 1884 | Munfordville   | 37° 15′ 27″ N, 85° 53′ 46″ W  | |
| 30 | Hart       | Unknown Confederate Soldier Monument in Horse Cave |      | 1934 | Horse Cave     | 37° 11′ 37″ N, 85° 55′ 37″ W  | aus Geoden zusammengesetzt |
| 31 | Henry      | Confederate Soldiers Martyrs Monument in Eminence  |      | 1870 | Eminence       | 38° 21′ 35″ N, 85° 10′ 50″ W  | |
| 32 | Jefferson  | Adolph Bloedner Monument                           |      | 1862 | Louisville     | 38° 14′ 54″ N, 85° 43′ 19″ W  | ältestes Sezessions-Kriegerdenkmal in Kentucky |
| 33 | Jefferson  | Confederate Martyrs Monument in Jeffersontown      |      | 1904 | Jeffersontown  | 38° 11′ 25″ N, 85° 34′ 8″ W   | |
| 34 | Jefferson  | Confederate Monument in Louisville                 |      | 1895 | Louisville     | 38° 13′ 6″ N, 85° 45′ 43″ W   | bei der University of Louisville |
| 35 | Jefferson  | John B. Castleman Monument                         |      | 1913 | Louisville     | 38° 14′ 9″ N, 85° 42′ 32″ W   | |
| 36 | Jefferson  | Union Monument in Louisville                       |      | 1914 | Louisville     | 38° 14′ 54″ N, 85° 43′ 20″ W  | |
| 37 | Jessamine  | Confederate Memorial in Nicholasville              |      | 1896 | Nicholasville  | 37° 52′ 0″ N, 84° 34′ 0″ W    | |
| 38 | Kenton     | GAR Monument in Covington                          |      | 1929 | Covington      | 39° 4′ 23″ N, 84° 30′ 53″ W   | das am nördlichsten gelegene Denkmal dieser Liste |
| 39 | Kenton     | Veteran’s Monument in Covington                    |      | 1933 | Covington      | 39° 4′ 22″ N, 84° 30′ 54″ W   | eines der beiden Kriegerdenkmäler in Kentucky, dass Opfern beider Seiten des Sezessionskrieges gedenkt |
| 40 | Lewis      | Union Monument in Vanceburg                        |      | 1884 | Vanceburg      | 38° 36′ 0″ N, 83° 18′ 59″ W   | Kalksteinmonument, dass die Bürger des Lewis Countys in Erinnerung an die Männer errichteten, die im Kampf für die Union fielen. Es ist das am östlichsten gelegene Denkmal dieser Liste, und es war das erste Denkmal für die Unionsgefallenen, das im öffentlichen Raum Kentuckys aufgestellt wurde. |
| 41 | Lincoln    | Confederate Monument at Crab Orchard               |      | 1872 | Crab Orchard   | 37° 27′ 0″ N, 84° 30′ 0″ W    | |
| 42 | Logan      | Confederate Monument in Russellville               |      | 1910 | Russellville   | 36° 50′ 42″ N, 86° 53′ 15″ W  | in der Nähe der Stelle, wo die Konföderierte Regierung Kentuckys begründet wurde |
| 43 | Marion     | Captain Andrew Offutt Monument                     |      | 1921 | Lebanon        | 37° 34′ 24″ N, 85° 14′ 30″ W  | das zweite der beiden stark mit der Unionsseite verbundenen Kriegerdenkmäler in Kentucky |
| 44 | McCracken  | Confederate Monument in Paducah                    |      | 1907 | Paducah        | 37° 5′ 10″ N, 88° 37′ 24″ W   | |
| 45 | McCracken  | Lloyd Tilghman Memorial                            |      | 1909 | Paducah        | 37° 4′ 55″ N, 88° 37′ 11″ W   | von Henry Hudson Kitson gestaltete Statue |
| 46 | Mercer     | Beriah Magoffin Monument                           |      | 1900 | Harrodsburg    | 37° 46′ 10″ N, 84° 50′ 20″ W  | befindet sich an der Grabstätte von Beriah Magoffin, der Gouverneur Kentuckys war, als der Sezessionskrieg erklärt wurde |
| 47 | Mercer     | Confederate Monument in Harrodsburg                |      | 1902 | Harrodsburg    | 37° 46′ 9″ N, 84° 50′ 29″ W   | |
| 48 | Montgomery | Confederate Monument of Mt. Sterling               |      | 1880 | Mt. Sterling   | 38° 3′ 23″ N, 83° 55′ 55″ W   | |
| 49 | Nelson     | Confederate Monument of Bardstown                  |      | 1903 | Bardstown      | 37° 49′ 28″ N, 85° 27′ 42″ W  | |
| 50 | Oldham     | Confederate Memorial in Pewee Valley               |      | 1904 | Pewee Valley   | 38° 18′ 12″ N, 85° 28′ 34″ W  | auf dem Pewee Valley Confederate Cemetery |
| 51 | Pulaski    | Battle of Dutton’s Hill Monument                   |      | 1875 | Somerset       | 37° 7′ 3″ N, 84° 36′ 14″ W    | |
| 52 | Pulaski    | Confederate Mass Grave Monument in Somerset        |      | 1910 | Somerset       | 37° 3′ 20″ N, 84° 44′ 22″ W   | |
| 53 | Pulaski    | General Felix K. Zollicoffer Monument              |      | 1910 | Nancy          | 37° 4′ 0″ N, 84° 44′ 0″ W     | |
| 54 | Scott      | Confederate Monument in Georgetown                 |      | 1888 | Georgetown     | 38° 11′ 53″ N, 84° 33′ 38″ W  | |
| 55 | Taylor     | Battle of Tebb’s Bend Monument                     |      | 1872 | Campbellsville | 37° 13′ 49″ N, 85° 20′ 50″ W  | |
| 56 | Trigg      | Confederate Monument of Cadiz                      |      | 1913 | Cadiz          | 36° 52′ 0″ N, 87° 49′ 0″ W    | |
| 57 | Union      | Confederate Monument of Morganfield                |      | 1870 | Morganfield    | 37° 41′ 38″ N, 87° 54′ 46″ W  | Das Denkmal ist vom Großteil des Friedhofs isoliert. |
| 58 | Warren     | Confederate Monument of Bowling Green              |      | 1876 | Bowling Green  | 36° 59′ 40″ N, 86° 25′ 15″ W  | |
| 59 | Warren     | William F. Perry Monument                          |      | 1901 | Bowling Green  | 36° 59′ 40″ N, 86° 25′ 15″ W  | |
| 60 | Woodford   | Confederate Monument in Versailles                 |      | 1877 | Versailles     | 38° 2′ 57″ N, 84° 43′ 44″ W   | |
| 61 | Woodford   | Martyrs Monument in Midway                         |      | 1890 | Midway         | 38° 8′ 53″ N, 84° 41′ 40″ W   | |

## Belege
1. ↑  Weekly List of Actions Taken on Properties 7/14/97 through 7/18/97. In: National Register of Historic Places. National Park Service, abgerufen am 29. Mai 2009.
2. ↑  S. A. Cunningham: Confederate Veterans of Kentucky. In: Confederate Veteran. Band II, Nr. 11, November 1894, S. 324 (englisch): Go wearing the gray of grief! / Go watch o’er the dead in gray! / Go guard the private and guard the chief! / And sentinel their clay.
3. ↑  Joseph E. Brent: National Register of Historic Places Multiple Property Submission: Civil War Monuments in Kentucky, 1865–1935. (PDF (1,81 MB)) National Park Service, 8. Januar 1997, archiviert vom Original am 12. Oktober 2012; abgerufen am 28. März 2024 (englisch).